# Gerold Amelung
Gerold Amelung (* 25. Juli 1950 in Hannover) ist ein deutscher Diplomat im Ruhestand.

## Leben
Nach dem Abitur absolvierte Gerold Amelung von 1970 bis 1975 ein Studium der Sinologie und Volkswirtschaftslehre an der Universität Hamburg. Danach folgte von 1976 bis 1978 ein Postgraduiertenstudium an der Universität Hamburg sowie an verschiedenen Forschungsinstituten in Tokio, Taipei und Hongkong. 1979 wurde er an der Technischen Hochschule Darmstadt zum Dr. rer. pol. promoviert (Thema der Dissertation: Die Rolle der Preise in der industriellen Entwicklung der Volksrepublik China, 1961–1976).
Von 1979 bis 1982 war Gerold  Amelung als Referent im Bundesministerium für Wirtschaft in Bonn tätig.
1982 trat er in den Auswärtigen Dienst der Bundesrepublik Deutschland ein. Es folgten Verwendungen als Zweiter Sekretär in der Wirtschaftsabteilung der Botschaft Peking von 1984 bis 1987 und anschließend bis 1990 in der Zentrale des Auswärtigen Amtes (Referat für Wirtschaftliche Zusammenarbeit). Danach war er von 1990 bis 1994 Stellvertretender Generalkonsul in Osaka-Kōbe. Im Anschluss daran folgten weitere Verwendungen im Auswärtigen Amt (Referat für Wirtschaftsbeziehungen zu MOE und GUS bzw. Referat für Grundsatzfragen der Außenwirtschaftspolitik).
Von 1998 bis 2003 war er an der Botschaft Tokio tätig, zunächst als Referent in der Wirtschaftsabteilung, ab 2001 als Leiter der Kulturabteilung. Danach war er Leiter des für das Goethe-Institut zuständigen Referats in der Kulturabteilung des Auswärtigen Amtes. Es folgten Einsätze als Generalkonsul in Osaka-Kōbe (2006–2009), Generalkonsul in Almaty, Kasachstan (2009–2012) sowie bis zu seiner Pensionierung 2015 als Generalkonsul in Chengdu, VR China.
Unter dem Pseudonym C.D. Gerion veröffentlichte er mehrere Romane.